# Мисливські трофеї
Мисли́вські трофе́ї — здобуті мисливцями переможені ними звірі або частини звірів (вальдшнепи) — шкіри, голови, роги, ікла.

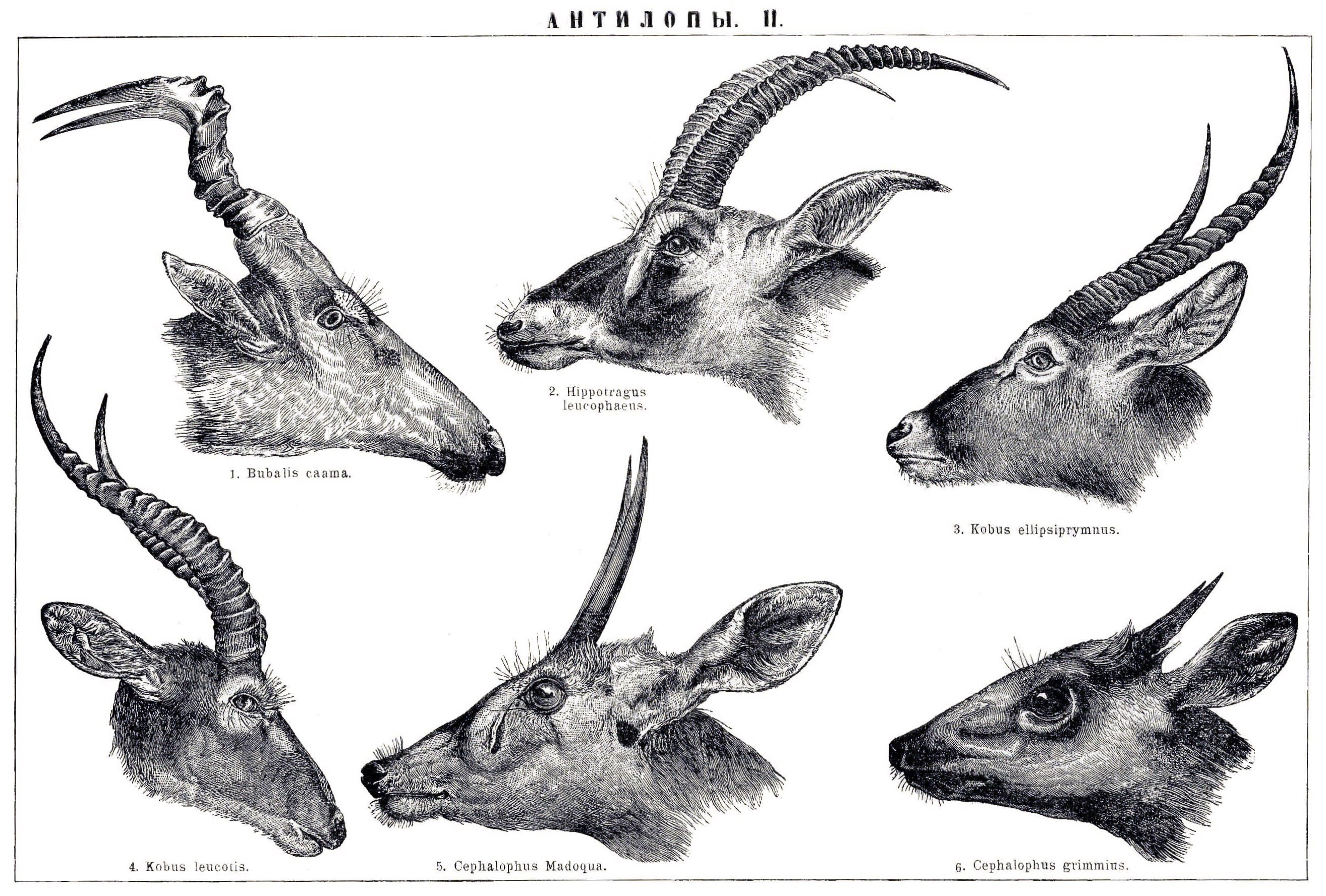
Роги антилоп

Головною ознакою трофеїв є демонстрація сили, розмірів або величі переможеного звіра. Це підкреслює вміння мисливця перехитрити дикого звіра, обійти його і здобути.
У давнину трофеї були найціннішими подарунками для дорогих гостей, коханих, а то й царів та божеств.

## Основні типи трофеїв

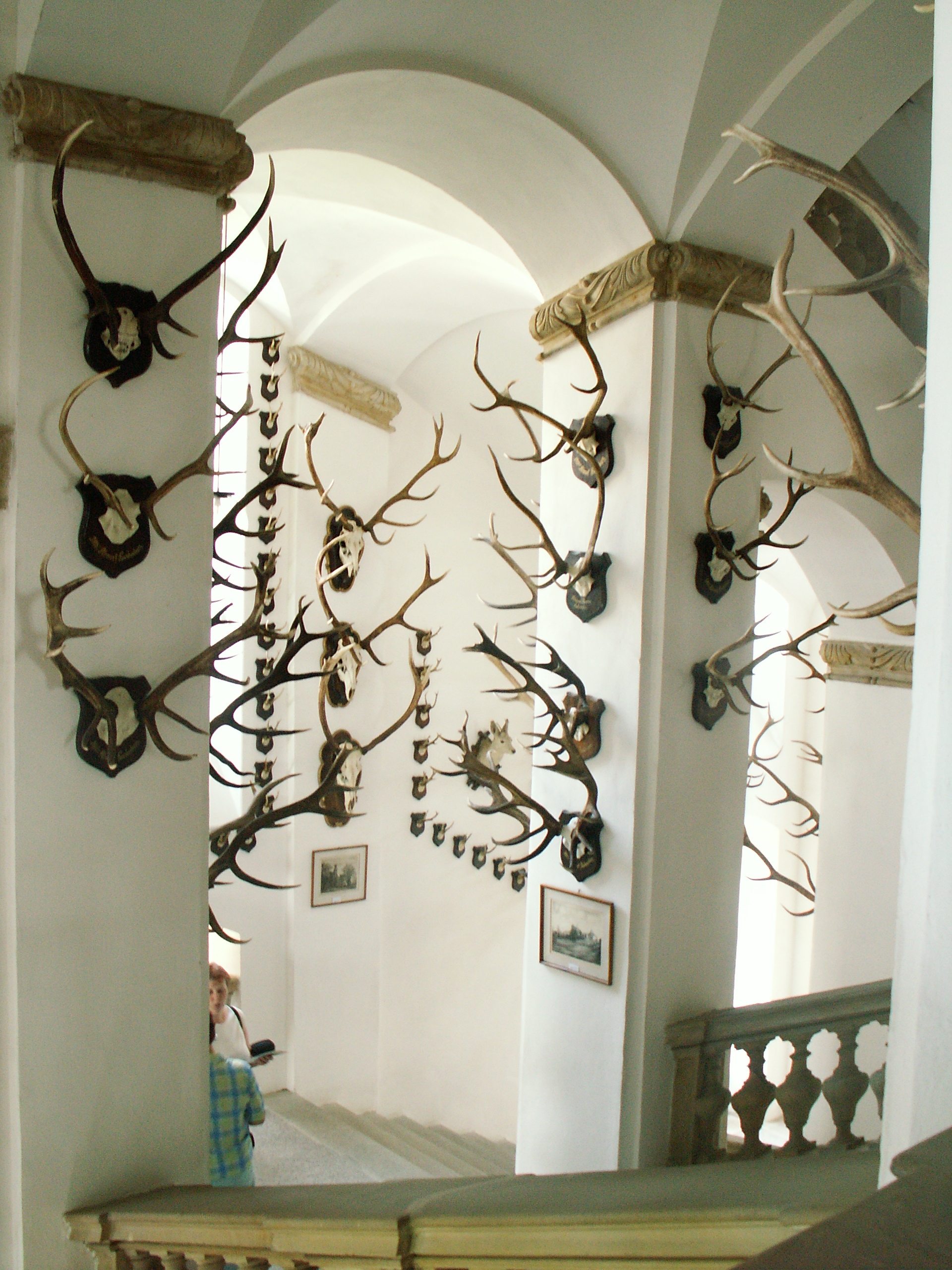
Колекція трофеїв в Úsov Château, Чехія

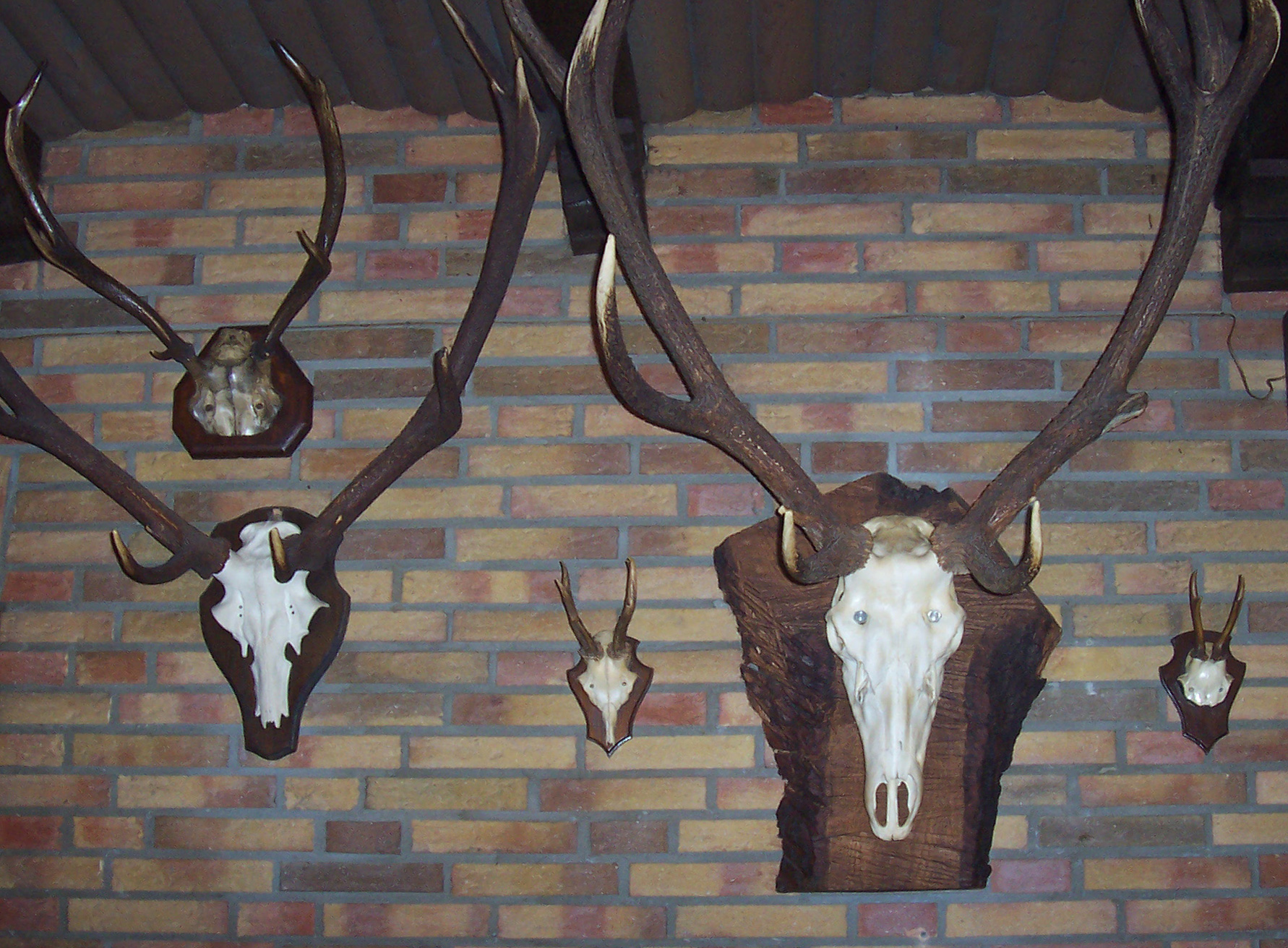
Роги, змонтовані як мисливські трофеї

Трофеєм може бути будь-який фрагмент переможеної тварини або інше свідоцтво такої перемоги. Незважаючи на ріст можливостей (наприклад, кінозйомка, генетичний аналіз мікрофрагмента, зокрема і волосся або кізяка), у міжнародній практиці склалася своя традиція збирання мисливських трофеїв і ведення їх колекцій.
Основними та найпоширенішими мисливськими трофеями є:
- роги (парні, змонтовані)
- шкіра (зазвичай з кігтями і головою)
- голова, змонтована на медальйоні
- ікла, змонтовані на медальйоні
- опудала птахів.

Для порівняння трофеїв створено спеціальні оціночні таблиці і категорії. Відбуваються численні конкурси трофеїв. Елітні мисливські господарства спеціально до колекціонерів організовують трофейні полювання.

## Трофейні історії

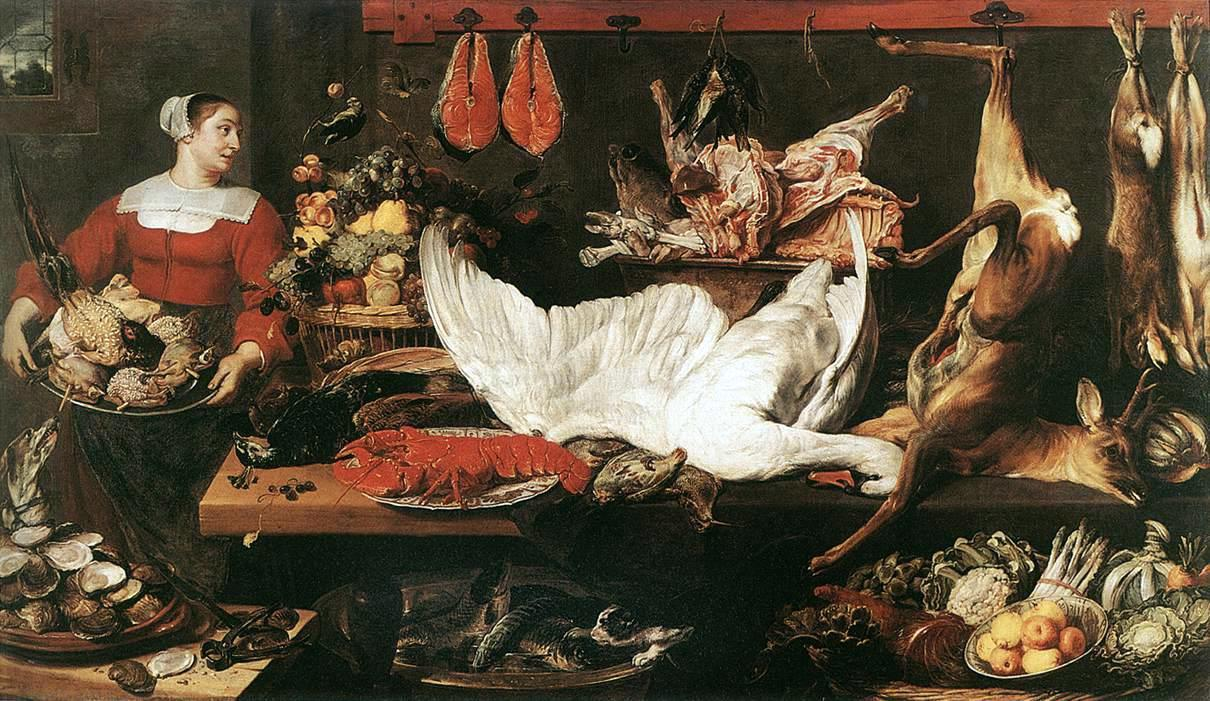
«Комора», Королівські музеї витончених мистецтв (Брюссель)

В історії про Аталанту, яка оспівана в грецьких легендах як славетна мисливиця, стала першою, хто вразив акалідонського вепра. Мелеагр, закохавшись в неї, вбив вепра, присудивши голову й шкуру здобичі Аталанті, оскільки вона перша поранила звіра.
Один із серії великорозмірних натюрмортів — «Фруктової крамниці» — у виконанні фламандця Франса Снейдерса, який має назву «Комора», містить багато зображень різної дичини — як мисливських, так і рибальських трофеїв.

## Прихильники і противники
Трофейне полювання має твердих прихильників і супротивників. Суспільна дискусія про трофейне полювання стосується питань про моральність спортивного полювання і питання про ступінь, в якій гроші, що виплачують трофейні мисливці, є вигодою для підтримання популяцій мисливських тварин та для місцевої економіки.
Трофейне полювання не слід плутати з браконьєрством, яке є незаконним полюванням і йде яке на шкоду популяціям мисливських тварин та природи загалом, а також веде до збитків місцевої економіки.